# Sandman Mystery Theatre
Sandman Mystery Theatre (Les Mystérieuses Enquêtes de Sandman) est un comics publié par Vertigo de 1993 à 1999. Écrit par Matt Wagner et Steven T. Seagle et mis en image par Guy Davis, il met en scène Wesley Dodds, le Sandman du Golden Age, et sa petite amie Dian Belmont dans des aventures se déroulant dans les années 1930. Très proche des pulp magazines dans son écriture, la série aborde des thèmes d'époque comme l'avortement, le racisme, l'antisémitisme et la montée du nazisme.
La publication du titre est en partie due au succès rencontré par Sandman de Neil Gaiman[réf. nécessaire], personnage qui fut par la suite lié à Wesley Dodds au cours d'un numéro spécial dénommé Sandman Midnight Theatre écrit par Matt Wagner et Neil Gaiman.
Une nouvelle série limitée en 5 épisodes de Sandman Mystery Theatre arrivera en 2006 par John Ney Rieber au scénario et le nouveau venu Eric Nguyen aux dessins, avec des couvertures par Tim Bradstreet. Elle sera intitulée Sandman Mystery Theatre: Sleep Of Reason et mettra en scène un nouveau héros du XXIe siècle.

## Récits
- #1-4 The Tarantula, repris dans The Tarantula  (ISBN 1-56389-195-6)
- #5-8 The Face, repris dans The Face and the Brute  (ISBN 1-4012-0345-0)
- #9-12 The Brute, repris dans The Face and the Brute  (ISBN 1-4012-0345-0)
- #13-16 The Vamp, repris dans The Vamp  (ISBN 1-4012-0718-9)
- #17-20 The Scorpion
- #21-24 Dr Death
- #25-28 The Night of the Butcher
- #29-32 The Hourman
- #33-36 The Python
- #37-40 The Mist
- #41-44 The Phantom of the Fair
- #45-48 The Blackhawk
- #49-52 The Return of the Scarlet Ghost
- #53-56 The Crone
- #57-60 The Cannon
- #61-64  The City
- #65-68 The Goblin
- #69-70 The Hero

## Publications francophones
- 1997 : La Tarentule  (ISBN 2-903708-68-1), traduction de SMT #1-4 chez Le Téméraire
- 1997 : La Vamp  (ISBN 2-908703-75-0), traduction de SMT #13-16 chez Le Téméraire
- 1998 : Le Scorpion  (ISBN 2-84399-000-9), traduction de SMT #17-20 chez Le Téméraire

## Distinction
- L'arc narratif The Hero (no 69-70) est nommé au Prix Eisner de la « Meilleure histoire à suivre » (Best Serialized Story) en 1999[1].